# Кейті Лотц
Кейті Лотц (англ. Caity Lotz, нар. 30 грудня 1986) —  американська акторка, танцюристка, співачка, тхеквондистка, тайська боксерка, каскадерка та режисерка. 
Зіграла Стефані Хортон у серіалі AMC «Божевільні», офіцера Кірстен Лендрі в мок'юментарі-серіалі MTV «Долина смерті» (2011), Енні у фільмі «Пакт» (2013) та Сару Ленс / Канарку / Білу канарку у телевізійному серіалі The CW «Стріла».

## Фільмографія

### Фільми
| Рік  | Назва українською                | Назва англійською           | Роль          | Примітки               |
| ---- | -------------------------------- | --------------------------- | ------------- | ---------------------- |
| 2006 | Добийся успіху 3: Все або нічого | Bring It On: All or Nothing | Чирлідерув    | Direct-to-video        |
| 2012 | Пакт                             | The Pact                    | Енні          |                        |
| 2012 | Холодна та бридка                | Cold & Ugly                 | Таня          | Короткометражний фільм |
| 2013 | Машина                           | The Machine                 | Ава           |                        |
| 2013 | Королі танцполу                  | Battle of the Year          | Стейсі        |                        |
| 2013 | Життя у Лисячій норі             | Live at the Foxes Den       | Сьюзен Гадсон |                        |

### Телебачення
| Рік       | Назва українською              | Назва англійською          | Роль                     | Примітки                                |
| --------- | ------------------------------ | -------------------------- | ------------------------ | --------------------------------------- |
| 2010      | Закон та порядок: Лос-Анджелес | Law & Order: Los Angeles   | Емі Рейнольдс            | Епізод: «Harbor City»                   |
| 2010      | Божевільні                     | Mad Men                    | Стефані                  | 3 епізоди                               |
| 2011      | Долина смерті                  | Death Valley               | Офіцерка Кірстен Лендрі  | Регулярна роль, 11 епізодів             |
| 2012      | Спецназ: Сан-Дієго             | NTSF: SD: SUV::            | Мері                     | Епізод: «Lights, Camera, Assassination» |
| 2013—2020 | Стріла                         | Arrow                      | Чорна канарка /Сара Ленс | Періодична роль                         |
| 2016      | Легенди завтрашнього дня       | ''DC's Legends of Tomorrow | Біла канарка /Сара Ленс  | Головна роль                            |
| 2016      | Флеш                           | Flash                      | Біла канарка /Сара Ленс  | Періодична роль                         |
| 2017—2019 | Супердівчина                   | Supergirl                  | Біла канарка /Сара Ленс  |                                         |
| 2019      | Бетвумен                       | Batwomen                   | Біла канарка /Сара Ленс  |                                         |